# Visibilità (meteorologia)

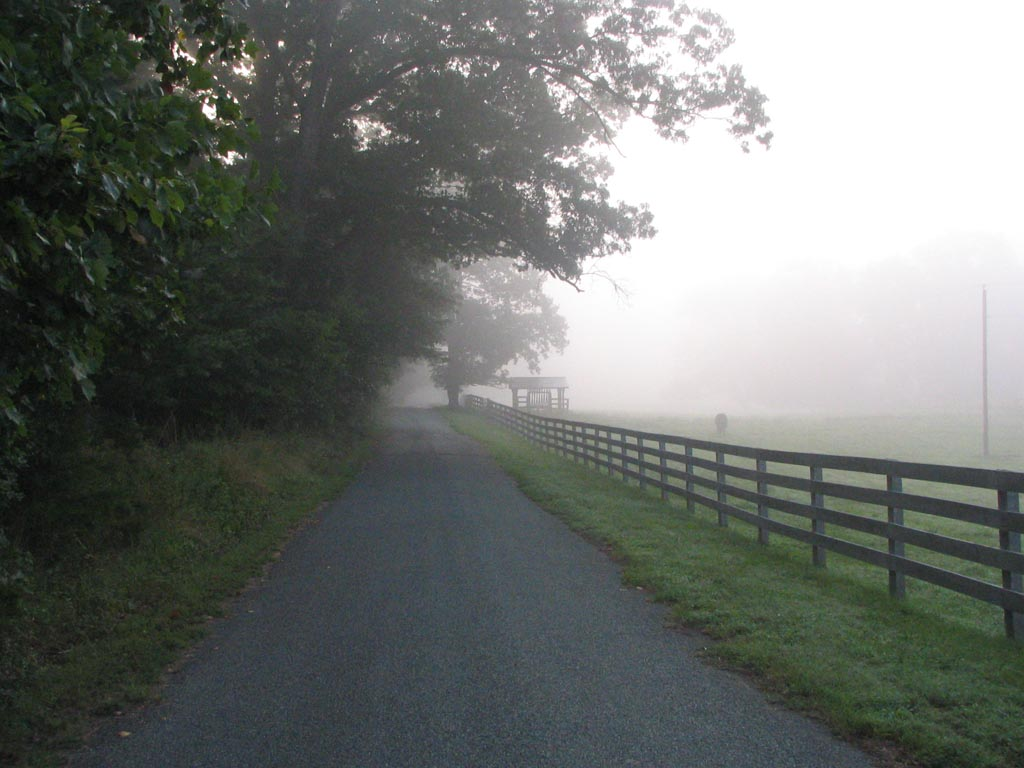
Condizioni di scarsa visibilità per nebbia

In meteorologia si definisce visibilità la massima distanza alla quale è possibile identificare un oggetto a seconda delle condizioni atmosferiche esistenti.
I valori della visibilità possono subire riduzioni a causa di diversi fenomeni come la nebbia, caligine, fumo, polvere o sabbia sollevate dal vento, precipitazioni atmosferiche o scaccianeve. La visibilità è un elemento fondamentale per diverse attività umane, soprattutto nell'ambito dei trasporti e della navigazione aerea, e la sua carenza può provocare disguidi a numerose operazioni.

## Definizione
La definizione della visibilità secondo l'Organizzazione meteorologica mondiale è la distanza necessaria per ridurre la luminosità di un raggio di luce collimato proveniente da una lampadina a incadescenza con una temperatura di colore di 2700 K fino al 5% del suo valore iniziale. La visibilità si misura dunque in metri o altre unità di lunghezza.
L'Organizzazione internazionale dell'aviazione civile definisce la visibilità come la più grande fra due distanze:
- visibilità diurna: la distanza alla quale un oggetto di colore nero di dimensioni adeguate situato al suolo può essere riconosciuto quando posto davanti a una sorgente luminosa;
- visibilità notturna: la distanza a cui una luce di luminosità di circa 1000 cd può essere riconosciuta distintamente senza nessuna altra fonte d'illuminazione.

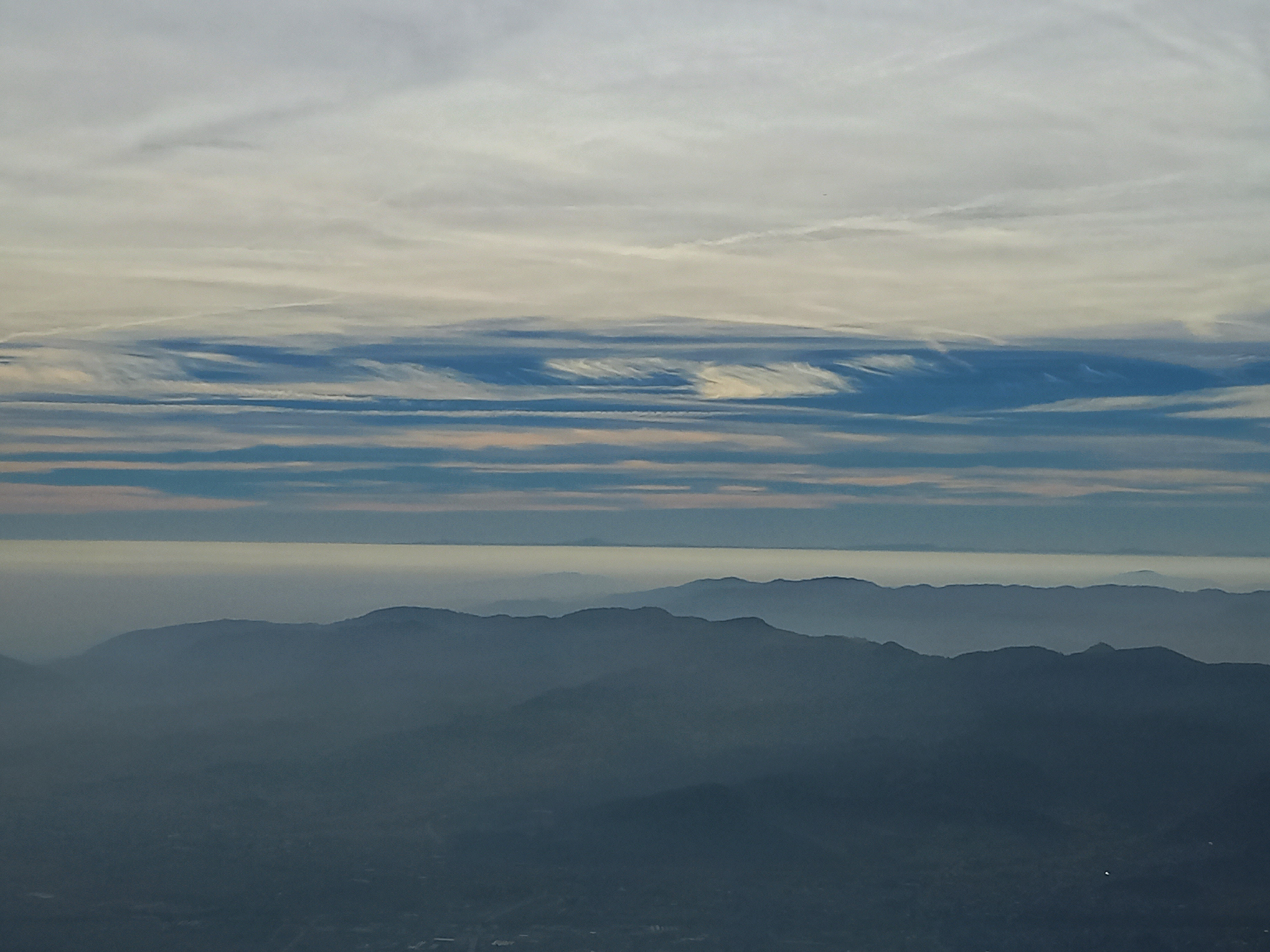
In caso di buona visibilità è possibile vedere (siluette blu scuro) l'Appennino tosco-emiliano e il Monte Cimone (2165 m Modena) dalla vetta del Monte Summano (1296 m Vicenza) prealpi vicentine. La distanza è di circa 180 km. Si noti la nebbia biancastra presente in tutta la Pianura Padana nei bassi strati.

## Misurazione

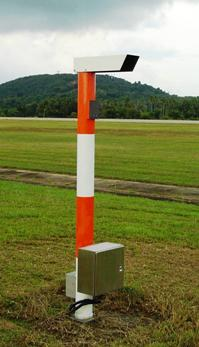
Un trasmissometro situato in un aeroporto per la misura automatica della visibilità in pista

Storicamente, e ancora oggigiorno in stazioni meteorologiche sprovviste di apparati appositi, la misurazione della visibilità è stimata da un osservatore; ogni stazione meteorologica utilizza una carta del territorio circostante contenenti precisi punti di riferimento con distanze note. La misurazione avviene a 360 gradi e per convenzione si riporta la direzione con il valore più basso, ma se necessario può essere anche indicata la visibilità lungo una direzione in particolare.
Le stazioni più avanzate e gli aeroporti sono in genere provvisti di uno strumento automatico, il trasmissometro, o anche chiamato visibilimetro, che calcola la quantità di luce che attraversa l'aria e fornisce una misurazione in tempo reale.

## Aeronautica
In aeronautica, la visibilità viene indicata nei messaggi METAR.
Una visibilità sotto i 1500 m viene definita scarsa e in tal caso si riporta la RVR (Runway Visual Range), distanza fino alla quale il pilota può vedere i segnali o le luci di fine pista. La RVR dipende oltre che dalla visibilità meteorologica anche dalle caratteristiche dell'impianto di illuminazione pista. Un valore sotto i 200 m è in genere considerato come visibilità zero e comporta serie limitazioni alle operazioni aeroportuali, con l'atterraggio consentito solo in modalità strumentale (CAT III).